# Jean-Marc Seban
Pour les articles homonymes, voir Seban.
Jean-Marc Seban est un réalisateur français de télévision, né le 14 août 1953  à Paris.

## Biographie
Ancien élève de l'IDHEC, Jean-Marc Seban est le fils du réalisateur Paul Seban

## Filmographie

### En tant que réalisateur

#### Séries télévisées
- 1990 : Les jardins du paroxysme (documentaire)
  - Qui n’a pas vu Lahore… n’est pas né
  - A la recherche du jardin antique
  - Le charme étrange des jardins russes
- 1994 – 1996 : Les Cinq Dernières Minutes
  - Meurtre à l’université (1994)
  - Un mort sur les pavés (1995)
  - Mise en pièces (1996)
- 1995 : Les dossiers de l’Histoire
  - La guerre des cerveaux
- 1998 : La Case de l’oncle Doc
  - Les secrets de la guerre secrète : 1939-1945 - guérillas
- 1999 : L’histoire du samedi
  - Margot des Clairies
- 1999 : Madame le Proviseur
  - La saison des bouffons
  - L’heure de la sortie
- 2001 – 2005 : Les Cordier, juge et flic
  - Sang-froid (2001)
  - Mensonges et vérités (2002)
  - Fausses notes (2003)
  - Temps mort (2004)
  - Raison d’Etat (2004)
  - Délit de fuite (2005)
- 2002 : Commissariat Bastille
  - Coulé dans le béton
  - Permis de chasse
  - Compte à rebours
  - Le Plus Bel Age
- 2003 : Tueurs de flics
- 2005 : Le juge est une femme
  - Ficelle
  - La dernière étoile
- 2005 – 2015 : Joséphine, ange gardien
  - Le secret de Julien (2005)
  - Les braves (2009)
  - Joséphine fait de la résistance (2009)
  - L’homme invisible (2010)
  - La chasse aux fantômes (2010)
  - Tout pour la musique (2011)
  - Le cirque Borelli (2012)
  - De père en fille (2013)
  - Restons Zen !  (2013)
  - Le sourire de la momie (2014)
  - Belle-mère, belle-fille (2015)
- 2006 – 2010 : Diane, femme flic
  - Par conviction (2006)
  - L’ange déchu (2006)
  - Bourreau de travail (2007)
  - Jalousie (2007)
  - Horloge biologique (2007)
  - Dernières cartes (2010)
- 2006 : Le Proc
  - Le témoin
- 2006 : Marion Jourdan
  - Tueur de flics
- 2007 – 2008 : Une femme d’honneur
  - Une journée d’enfer (2007)
  - L’ange noir (2008)
- 2008 – 2009 : RIS police scientifique
  - Anonymat gratuit (2008)
  - Partout où tu iras (2008)
  - Alibis (2009)
- 2012 : Camping Paradis
  - Le prince du camping
- 2017 : Meurtres à...
  - Meurtres à Orléans
- 2021 : Ici tout commence
  - Episode 221
  - Episode 222
  - Episode 223
  - Episode 224
  - Episode 225
  - Episode 226

#### Téléfilms
- 1995 : Les Louves
- 1997 : La Passe-Montagne
- 2011 : L'Amour en jeu

### En tant que scénariste
- 1997 : La Passe-Montagne
- 2017 : Meurtres à... (épisode : Meurtres à Orléans)